# Éric de Sérigny
Pour les articles homonymes, voir Sérigny.
Éric Le Moyne de Sérigny, appelé communément Éric de Sérigny, est un financier français. Il est né à Alger (en Algérie) le 7 avril 1946.

## Biographie
Il est issu de la famille Le Moyne, noble, qui s'est principalement illustrée dans l'histoire de la Nouvelle-France. Il est le fils du journaliste et écrivain Alain Le Moyne de Sérigny. Il est l'ex-mari de Sophie Desmarais, fille du milliardaire Paul Desmarais.
Conseiller de l'ombre du ministre du Budget puis du Travail Éric Woerth « pour les relations avec le monde économique », ami de Nicolas Sarkozy, « depuis plus de 20 ans » selon Paris Match, il est un intermédiaire important entre le monde des affaires et l’UMP, notamment au sein du Premier Cercle des donateurs du parti.
Le 28 septembre 2010, le site d'information Rue89 révèle qu'Éric de Sérigny a été administrateur, lorsqu'il travaillait pour la Chase Manhattan Bank dans les années 1980, d’au moins onze sociétés panaméennes détenues par des trusts aux Bahamas, Îles Caïmans, Îles Vierges britanniques ou Jersey.
Rue89 s'appuie sur des documents du registre des sociétés du Panama disponibles dans le domaine public et sur le témoignage d’un ex-banquier luxembourgeois. Trois de ces onze sociétés panaméennes existeraient toujours en 2010 et Éric de Sérigny en serait toujours un des administrateurs, une position en contradiction avec la politique du gouvernement français en matière de lutte contre les paradis fiscaux puisque le Panama figure sur la « liste noire » publiée par Bercy en février 2010. Cité à plusieurs reprises dans l'enquête de Rue89, Éric de Sérigny dément en prétendant que les documents sont des faux. Trois semaines après la publication de l'article, il porte plainte pour diffamation contre Rue89 et le journaliste David Leloup qui signe l'enquête. Il leur réclame la somme record de 5 millions d'euros pour un « préjudice irréversible ».
Moins de trois mois après avoir déposé sa plainte, Éric de Sérigny annonce, dans un droit de réponse publié sur Rue89, qu'il renonce à ses poursuites.